# M621
Le M621 est un canon automatique de calibre 20 mm de conception française, développé par la Direction Technique des Armements Terrestres, aujourd'hui Nexter, pour être utilisé comme canon embarqué dans des véhicules blindés, blindés légers, avions, hélicoptères (Gazelle, HAL Light Combat Helicopter, etc.) et des bâtiments de la Marine nationale, entré en service à partir de 1973.
Il est utilisé en outre dans la tourelle navale téléopérée Narwhal 20A, présentée officiellement en 2012 et entrée en service en 2013.
Son effort de recul est considéré, en 2020, comme comparable à celui généré par un calibre de 12,7 mm.

## Caractéristiques techniques
- Masse : 45,5 kg
- Dimensions :
  - Longueur : 2 207 mm
  - Largeur : 202 mm
  - Hauteur : 245 mm

- Munitions : 20 × 102 mm
- Cadence de tir : 800 coups/min
- Vitesse initiale en sortie de canon : 1 005 m/s